# All People's Congress
Het All People's Congress (Nederlands: Volkscongres) is een van de twee grootste politieke partijen in Sierra Leone. De andere grote partij is de Sierra Leone People's Party (SLPP). 
Het APC werd in 1960 opgericht als afsplitsing van de Sierra Leone People's Party. Anders dan de laatste partij wilde het APC pas verkiezingen houden na het verkrijgen van de onafhankelijkheid. Als gevolg hiervan plaatste het APC zich buiten de regering die na de onafhankelijkheid werd gevormd. Na de verkiezingen van 1967, die werden gewonnen door het APC, werd partijleider Siaka Stevens minister-president, maar werd enkele uren na zijn aantreden door militairen afgezet. In 1968 werd hij, nadat de militairen zich uit de regering hadden teruggetrokken, opnieuw premier. Stevens riep in 1971 de republiek uit met zichzelf als eerste president en stelde in 1978 een eenpartijstelsel in met het APC als enige legale partij. Leden van de oppositionele SLPP werden uitgenodigd zich bij het APC aan te sluiten. In 1985 trad Stevens als president terug en werd opgevolgd door Joseph Saidu Momoh, die tevens leider van het APC werd.
In 1991 zag de regering zich genoodzaakt over de gaan tot politieke liberalisering waarbij onder meer een meerpartijenstelsel werd ingevoerd. In 1992 vond er een militaire staatsgreep plaats onder leiding van de jonge soldaat Valentine Strasser en werden partijactiviteiten opgeschort. Het duurde nog tot 1996 voor de eerste democratische verkiezingen werden gehouden waarbij het APC een verpletterende nederlaag leed en honderd zetels verloor t.o.v. de vorige verkiezingen (op basis van het eenpartijstelsel) en er nog maar vijf overhield in het tachtig leden tellende parlement. Bij de verkiezingen van 2002 vond een voorzichtig herstel plaats en bij de verkiezingen van 2007 en 2012 was er sprake van een opwaartse lijn. Bij de verkiezingen van 2018 werd het APC met 68 van de 146 zetels de grootste partij.
In 2007 werd Ernest Bai Koroma van het APC gekozen tot president van Sierra Leone. In 2012 werd hij herkozen. In 2018 was Samura Kamara presidentskandidaat. Hij moest het met 48% van de stemmen afleggen tegen Mohamed Juldeh Jalloh van de SLPP.

## Verkiezingsresultaten
| Zetelverdeling Parlement van Sierra Leone | Zetelverdeling Parlement van Sierra Leone | Zetelverdeling Parlement van Sierra Leone | Zetelverdeling Parlement van Sierra Leone |
| jaar                                      | %                                         | zetels                                    | totaal                                    |
| ----------------------------------------- | ----------------------------------------- | ----------------------------------------- | ----------------------------------------- |
| 1962                                      | 17,2                                      | 16                                        | 74                                        |
| 1967                                      | 44,9                                      | 32                                        | 78                                        |
| 1973                                      | -                                         | 84                                        | 97                                        |
| 1977                                      | 61,93                                     | 70                                        | 100                                       |
| 1982                                      | -                                         | 85                                        | 104                                       |
| 1986                                      | -                                         | 105                                       | 127                                       |
| 1996                                      | 5,66                                      | 5                                         | 80                                        |
| 2002                                      | 19,8                                      | 27                                        | 112                                       |
| 2007                                      | 40,73                                     | 59                                        | 124                                       |
| 2012                                      | 53,67                                     | 67                                        | 124                                       |
| 2018                                      | -                                         | 68                                        | 146                                       |